# 奥華子のカメカメハウス
奥華子のカメカメハウス（おくはなこのカメカメハウス）は、かつてBAYFMで放送されていたラジオ番組。後番組は、「Lagan de Talk!」（2010年1月3日〜2020年3月29日、2023年1月2日〜）である。パーソナリティは、シンガーソングライターの奥華子であった。

## 概要
- この番組は、奥華子のトークと歌、リスナーからのメール・お便りを基本としている。
- 番組開始当初は10分番組で、内容は主に奥華子の曲とリスナーからの投稿数通の紹介だった。初期のオープニングテーマは「小さな星」（奥華子インディーズ盤「vol.best」「vol.2」に収録）
- 2005年10月からの放送枠移動＆放送時間拡大に伴い、大幅に内容が拡大された。奥華子の弾き語りコーナーが新設。週替わりコーナーが多数設けられたことによりリスナー投稿の採用数も増え、参加しやすくなっている。
- 番組中、CMは放送されない。

## コーナー

### カメカメ生ライブ
奥華子自身の曲、他アーティストのカバー曲を演奏。カメカメハウスの放送自体は録音されたものであるが、生ライブは奥華子がスタジオに楽器（愛用のキーボード）を持ち込み、弾き語りしたものを収録している。マイク前から楽器に移動する様子も放送に収録されている。
＜楽曲リスト＞
2005年10月2日 そんな気がした / 奥華子
2005年10月9日 その手 / 奥華子
2005年10月16日 雲よりも遠く / 奥華子
2005年10月23日 PIECE OF MY WISH / 今井美樹
2005年10月30日 君のためならできること / 奥華子
2005年11月6日 めぐり逢う世界 / 奥華子
2005年11月13日 魔法の人 / 奥華子
2005年11月20日 そんな風にしか言えないけど / 奥華子
2005年11月27日 空も飛べるはず / スピッツ
2005年12月4日 伝えたい言葉 / 奥華子
2005年12月11日 恋に落ちて / 小林明子
2005年12月18日 サイレント・イヴ / 辛島美登里 サンタに願いを / 奥華子
2005年12月25日 白い足跡 / 奥華子
2006年1月1日 自由のカメ / 奥華子
2006年1月8日 帰っておいで / 奥華子
2006年1月15日 雨上がり / 奥華子
2006年1月22日 そんな気がした / 奥華子
2006年1月29日 笑った数 / 奥華子
2006年2月5日 壊れかけのRadio / 徳永英明
2006年2月12日 片想い / 奥華子
2006年2月19日 やさしい花 / 奥華子
2006年2月26日 帰っておいで / 奥華子
2006年3月5日 冬の終り / 松任谷由実
2006年3月12日 ぬくもり / 奥華子
2006年3月19日 チェリー / スピッツ
2006年3月26日 白いハート / 奥華子
2006年4月2日 小さな星 / 奥華子
2006年4月9日 ハナミズキ / 一青窈
2006年4月16日 素敵な道 / 奥華子
2006年4月23日 魔法の人 / 奥華子
2006年4月30日 LOVE LOVE LOVE / DREAMS COME TRUE　
2006年5月7日 めぐり逢う世界 / 奥華子
2006年5月14日 そんな風にしか言えないけど / 奥華子
2006年5月21日 -
2006年5月28日 元気を出して / 竹内まりや
2006年6月4日 Rainyday / 奥華子
2006年6月11日 ta.la.la. / 奥華子
2006年6月25日 紫陽花 / 奥華子
2006年7月2日 海風通り / 奥華子
2006年7月9日 変わらないもの / 奥華子
2006年7月16日 窓辺 / 奥華子
2006年7月23日 愛のしずく / 奥華子
2006年7月30日 -
2006年8月6日 涙そうそう / 森山良子
2006年8月13日 私の右側 / 奥華子
2006年8月20日 花火 / 奥華子 ガーネット / 奥華子
2006年8月27日 夕立 / 奥華子
2006年9月3日 楔 / 奥華子
2006年9月10日 -
2006年9月17日 天体観測 / BUMP OF CHICKEN
2006年9月24日 変わらないもの / 奥華子
2006年10月1日 楓 / スピッツ
2006年10月8日 木漏れ日の中で / 奥華子
2006年10月15日 雨あがり / 奥華子
2006年10月22日 ラブ・ストーリーは突然に / 小田和正
2006年10月29日 fragile / Every Little Thing
2006年11月5日 M / プリンセスプリンセス
2006年11月12日 片想い / 奥華子
2006年11月19日 ガーネット / 奥華子
2006年11月26日 雨 / 森高千里
2006年12月3日 愛のしずく / 奥華子
2006年12月10日 伝えたい言葉 / 奥華子
2006年12月17日 放送無し
2006年12月24日 僕のクリスマス / 奥華子
2006年12月31日 笑って笑って / 奥華子
2007年1月7日 小さな星 / 奥華子
2007年1月14日 夜空ノムコウ / SMAP
2007年1月21日 白い足跡 / 奥華子
2007年1月28日 小さな星 / 奥華子（ライブ音源）
2007年2月4日 白い足跡 / 奥華子
2007年2月11日 僕が生まれた街 / 奥華子
2007年2月18日 白いハート / 奥華子
2007年2月25日 ガーネット / 奥華子
2007年3月4日 その手 / 奥華子
2007年3月11日 僕の左側 / 奥華子（「私の右側」のアンサーソング）
2007年3月18日 桜並木 / 奥華子
2007年3月25日 恋つぼみ / 奥華子
2007年4月1日 恋の天気予報 / 奥華子
2007年4月8日 プレゼント / 奥華子
2007年4月15日 笑った数 / 奥華子
2007年4月22日 さくら / 森山直太朗
2007年4月29日 春風 / 奥華子
2007年5月6日 -
2007年5月13日 窓辺 / 奥華子
2007年5月20日 涙の色 / 奥華子
2007年5月27日 雨あがり / 奥華子
2007年6月3日 紫陽花 / 奥華子
2007年6月10日 魔法の人 / 奥華子
2007年6月17日 -
2007年6月24日 世界に一つだけの花 / SMAP
2007年7月1日 さよならの記憶 / 奥華子
2007年7月8日 そんな風にしか言えないけど/奥華子
2007年7月15日 海風通り / 奥華子
2007年7月22日 タイムカード / 奥華子
2007年7月29日 花火 / 奥華子
2007年9月16日 楔 / 奥華子
2007年9月23日 純愛ラプソディ / 竹内まりや
2007年9月30日 僕の知らない君 / 奥華子
2007年10月7日 君のためならできること/ 奥華子
2007年10月14日 木漏れ日の中で / 奥華子
2007年10月21日 三日月 / 絢香
2007年10月28日 もしもピアノが弾けたなら / 西田敏行
2007年11月4日 帰っておいで / 奥華子
2007年11月11日 涙の色 / 奥華子
2007年11月18日 白いハート / 奥華子
2007年11月25日 素敵な道 / 奥華子
2007年12月2日 手紙 / 奥華子
2007年12月9日 最終電車 / 奥華子
2007年12月23日 DROP / 奥華子
2007年12月30日 ガーネット / 奥華子
2008年1月6日 めぐり逢う世界 / 奥華子
2008年1月14日 壊れかけのRadio / 徳永英明 自由のカメ / 奥華子(ライブ音源)
2008年1月20日 空に光るクローバー / 奥華子
2008年1月27日 雲よりも遠く / 奥華子
2008年2月3日 ぬくもり / 奥華子
2008年2月10日 やさしい花 / 奥華子
2008年2月17日 迷路 / 奥華子
2008年2月24日 手紙 / 奥華子
2008年3月2日 -
2008年3月9日 桜並木 / 奥華子
2008年3月16日 恋つぼみ / 奥華子
2008年3月23日 なごり雪 / イルカ
2008年3月30日 しあわせの鏡 / 奥華子
2008年4月6日 僕が生まれた街 / 奥華子
2008年4月13日 恋の天気予報 / 奥華子
2008年4月20日 教訓 / 神部冬馬
2008年4月27日 なごり雪 / イルカ
2008年5月4日 春風 / 奥華子
2008年5月11日 恋の天気予報 / 奥華子
2008年5月18日 空に光るクローバー / 奥華子
2008年5月25日 タイムカード / 奥華子
2008年6月1日 渡良瀬橋 / 森高千里
2008年6月8日 青春の影 / チューリップ
2008年6月15日 LET IT BE / ビートルズ  中島卓偉とのセッション
2008年6月22日 明日はきっと風の中 / 中島卓偉
2008年6月29日 LOVE LOVE LOVE / DREAMS COME TRUE
2008年7月6日 紫陽花 / 奥華子
2008年7月27日 鳥と雲と青 / 奥華子
2008年8月3日 瞳を閉じて / 平井堅
2008年8月10日 片想い / 奥華子
2008年8月17日 Swallowtail Butterfly 〜あいのうた〜 / YEN TOWN BAND
2008年8月24日 夕立ち / 奥華子
2008年9月7日 告白 / 竹内まりや
2008年9月14日 魔法の人 / 奥華子
2008年9月21日 涙の色 / 奥華子
2008年9月28日 楔 / 奥華子
2008年10月5日 恋 / 奥華子
2008年10月12日 そんな気がした / 奥華子
2008年10月19日 笑って笑って / 奥華子
2008年11月9日 透明傘 / 奥華子
2008年11月16日 パノラマの風 / 奥華子
2008年11月23日 愛されていたい / 奥華子
2008年11月30日 -
2008年12月7日 パノラマの風 / 奥華子
2008年12月14日 放送無し
2008年12月21日 奇跡のぬくもり / 奥華子(みんなで華唄 カメカメスタジオで作られた曲)
2008年12月28日 Happy Days / 奥華子
2009年1月4日 あなたに好きと言われたい / 奥華子
2009年1月11日 Happy Days / 奥華子(ライブ音源)
2009年1月18日 しあわせの鏡 / 奥華子
2009年1月25日 白いハート / 奥華子
2009年2月1日 三度目の冬 / 奥華子
2009年2月8日 伝えたい言葉 / 奥華子
2009年2月15日 楔 / 奥華子
2009年2月22日 ta.la.la. / 奥華子
2009年3月1日 青春の影 / チューリップ
2009年3月8日 太陽の下で / 奥華子
2009年3月15日 恋つぼみ / 奥華子
2009年3月22日 迷路 / 奥華子
2009年4月5日 春風 / 奥華子
2009年4月12日 素敵な道 / 奥華子
2009年4月19日 僕たちにできること / 奥華子
2009年4月26日 笑って笑って・幸せの鏡・恋・伝えたい言葉 / 奥華子
2009年5月3日 小さな星/ 奥華子
2009年5月10日 魔法の人/ 奥華子
2009年5月17日 木蘭の涙 / スターダストレビュー
2009年5月24日 リップクリーム / 奥華子
2009年5月31日 -
2009年6月7日 さよならの記憶 / 奥華子
2009年6月14日 その手 / 奥華子
2009年6月21日  -
2009年6月28日 あなたに好きと言われたい / 奥華子
2009年7月5日  紫陽花 / 奥華子
2009年7月12日  -
2009年7月19日  恋 / 奥華子
2009年7月26日  迷路 / 奥華子
2009年8月2日  花火 / 奥華子
2009年8月9日  Swallowtail Butterfly / YEN TOWN BAND
2009年8月16日  ガーネット / 奥華子
2009年8月23日  きみの空 / 奥華子
2009年8月30日  乙女の夏 / 奥華子
2009年9月6日  一番星 / 奥華子
2009年9月13日  最終電車 / 奥華子
2009年9月20日  僕が生まれた街 / 奥華子
2009年9月27日  -
2009年10月4日  笑った数 / 奥華子
2009年10月11日  僕たちにできること / 奥華子
2009年10月18日  それぞれ / 奥華子
2009年10月25日  チョコレート / 奥華子
2009年11月1日  手紙 / 奥華子
2009年11月8日  ta.la.la / 奥華子
2009年11月15日  泡沫 / 奥華子
2009年11月22日  明日咲く花 / 奥華子
2009年11月29日  片想い / 奥華子
2009年12月6日  -

### 週替わりコーナー
週替わりコーナーでは奥華子が最も気に入った作品に『カメカメ賞』が送られる。内容は奥華子がその作品に沿ったイメージでミニキャンバスにイラストを描き、投稿者にプレゼントするというものである。
尚、作品がカメカメ賞に満たなかった場合は『カメ賞』としてハガキにイラストを書いたものがプレゼントされる。
- 華より団子

リスナーから寄せられた全国各地の美味しいもの、変わった食べ物を紹介。時には奥華子自身が実物を入手し、スタジオ内でグルメリポートを行うこともある。
奥華子が自炊を始めたこともあり、美味しいものレシピも募集中。
妙な食べ合わせ情報（○○と××を合わせると△△になる）も募集中。
- 奥の細道

月ごとに設けられたテーマに合わせて五・七・五の俳句を募集。字余り・字足らず可。
＜テーマ＞
2005年10月 『赤』
2005年11月 『乗り物』
2005年12月 『今年の思い出』
2006年1月 『始まり』
2006年2月 『告白』
2006年3月 『卒業＆旅立ち』
2006年4月 『告白』
2006年5月 『スポーツ』
2006年6月 『雨』
2006年7月 『海』
2006年8月 『夏』
2006年9月 『思い出』
2006年10月 『一人』
2006年11月 『夜』
2006年12月 『贈り物』
2007年1月 『おめでとう』
2007年2月 『失恋』
2007年3月 『変化』
2007年4月 『恋』
2007年5月 『緑』
2007年6月 『結婚』
2007年7月 『水着』
2007年8月 『汗』
2007年9月 『家族』
2007年10月 『夜』
2007年11月 『ペット』
2007年12月 『白』
2008年1月 『カメカメハウスのスローガン』
2008年2月 『手紙』
2008年3月 『手紙』
2008年4月 『引っ越し』
2008年5月 『勿体ない』
2008年7月 『ぜいたく』
2008年8月 『ふるさと』
2008年9月 『あなたの気になること・もの・人』
2008年10月 『こわい』
2008年11月 『いい人』
2009年1月 『CHANGE』
2009年2月 『がまん』
2009年3月 『家電』
2009年4月 『ペット』
2009年5月 『こだわり』
- あなたのプチ幸せ

リスナーのささやかな幸せエピソードを紹介。
- 秘密の華園

リスナーの秘密のエピソードを募集。人には言えない秘密、愚痴など。
- 奥様は本気（マジ）

リスナーの最近ないくらいマジになった、本気になったエピソードを紹介。
- 華で笑って赤っ恥

リスナーのわず赤面しちゃった恥ずかしいエピソードを紹介。
- みんなで華唄　カメカメスタジオ

リスナーの皆さんが作詞して、奥華子が作曲するコーナー。
・奇跡のぬくもり

### 臨時コーナー
- あなたのとっておきの幸せ（あなたのプチ幸せ スペシャル版）

2006年5月3日の公開録音用に募集。
- あなたのガーネット

2006年7月奥華子4thシングル「ガーネット」発売に合わせて募集。ガーネットの石言葉“友愛・友情”に沿って、リスナーの友情エピソード募集中。採用者にはガーネット特製ミニノート（赤いクリアファイル表紙のノート）がプレゼントされる。
- 僕の左側

2006年8月13日の生ライブで「私の右側」を歌ったことから、それに対して『僕の左側』というタイトルの歌詞を募集。採用された歌詞は奥華子が歌う予定。
- あなたが恋手紙を送りたいのは誰ですか？

2008年3月奥華子3rdアルバム「恋手紙」発売に合わせて募集。リスナーの恋手紙にまつわるエピソードなどを紹介。

## 略歴
- 2005年6月1日 - 放送開始。毎週水曜日深夜3:50〜4:00。
- 2005年10月2日 - リニューアル。放送枠移動＆時間拡大。毎週日曜21:30〜21:55。
- 2005年10月22日 - カメカメハウス公式サイトオープン。（ブログページ）。
- 2006年4月2日 - オープニングテーマが「リップクリーム」にリニューアル。
- 2006年5月3日 - 初の公開録音を実施（幕張メッセどきどきフリーマーケット内）。
- 2006年6月11日 - アニメ映画「時をかける少女」主題歌『ガーネット』が番組内で初オンエア。
- 2006年8月頃 - 放送時間1分拡大。毎週日曜21:30〜21:56。
- 2006年8月6日 - 第2回公開録音を実施（ユアエルム八千代台店屋上グリーンランド）。
- 2006年10月1日 - リニューアル。放送枠移動。毎週日曜22:30〜23:00。
- 2008年6月1日 - インターネット放送開始。毎週日曜23:00更新。
- 2009年12月27日 - 放送終了。
- 2010年1月3日 - 「Lagan de Talk!」と番組名が変わりリニューアル。

## 過去の出演ゲスト
- 松本英子（2006年5月21日）
- SOFFet（2006年7月30日、2006年9月10日）
- 神部冬馬（2008年4月20日、2008年4月27日）
- 中田裕二(椿屋四重奏) (2008年8月31日、2008年9月7日)
- やなわらばー (2008年10月26日、2008年11月2日)

## オープニング・エンディング曲
オープニング曲 - 「リップクリーム」（奥華子アルバム「やさしい花の咲く場所」に収録）
エンディング曲 - 「自由のカメ」（奥華子インディーズ盤「vol.best」「vol.4」に収録）